# Лобунец, Валерий Николаевич
Валерий Лобунец (лит. Valerijus Lobunecas; 16 апреля 1939, Киев, Украинская ССР, СССР — 8 июня 2016, Вильнюс, Литва) — советский, украинский и литовский актёр театра и кино. Телеведущий («Согласие»). Художник.

## Биография
В 1961 году окончил Киевский институт театрального искусства имени И.К. Карпенко-Карого.
С 1961 по 1964 год актёр Львовского ТЮЗа, с 1964 по 1967 год — Театра Группы советских войск в ГДР.
С 1967 по 2016 год выступал на сцене Русского драматического театра Литвы. 
Дебютом на вильнюсской сцене стала роль Тома Уингфилда в «Стеклянном зверинце» Теннесси Уильямса. Сыграл свыше 100 ролей. Активно участвовал в деятельности общины украинцев Литвы. Работал на телевидении, вёл программу «Согласие». В последние годы занимался живописью, выставлялся как в Литве так и за границей.   
Похоронена на Карвелишкском кладбище Вильнюса.

## Театральные работы
- Том Уингфилд — «Стеклянный зверинец» Т. Уильямса, режиссёр И. Борисов, 1968;
- Федя — «Жестокость» П. Ф. Нилина, режиссёр Л. Вайнштейн, 1968;
- Франц Моор — «Разбойники» Ф. Шиллера, режиссёр Д.Штайнке,1973;
- Бессонов — «Сегодня ночью» по В. М. Гаршину, режиссёр В.Захаров, 1981;
- Арнхольм — «Женщина с моря» Г. Ибсена, режиссёр И. Петров, 1982;
- Мартини — «Пролетая над гнездом кукушки» Д. Вассермана, режиссёр В. Гришко, 1984;
- Ганефельдт — «Перед заходом солнца» Г. Гауптмана, режиссёр В.Туманов, 1986;
- Банко — «Макбет» У. Шекспира, режиссёр Линас-Марюс Зайкаускас, 1993;
- Жид, Монах — «Скупой рыцарь. Каменный гость» А. С. Пушкина, режиссёр А. М. Иноземцев, 1995;
- Марко — «Берег неба» В. А. Асовского и Л.-М. Зайкаускаса, режиссёр Л.-М. Зайкаускас, 1996
- Датский посол — «Кин IV» Г. И. Горина, режиссёр Ю. Попов, 1998;
- Кутейкин — «Недоросль» Д. И. Фонвизина, режиссёр Б. Ю. Юхананов, 1999;
- Кардинал — «Крошка Алиса» Э. Олби, режиссёр О. Кесминас, 2000;
- Капитан Смоллет — «Сокровища капитана Флинта» по Р. Л. Стивенсону, режиссёр Ю. Щуцкий, 2001;
- Михайло Васильев — «Васса» М. Горького, режиссёр Э. Мурашов, 2003;
- Филле — «Малыш и Карлсон» А. Линдгрен, режиссёр Ю. Попов, 2004;
- Старик — «Морозко» Ю. Щуцкого, режиссёр Ю. Щуцкий, 2004;
- Маэстро — «Прощай, Лир!» А. Щуцкого, режиссёр В. Григалюнас, 2005;
- Крот — «Дюймовочка» Ю. Щуцкого, режиссёр Ю. Щуцкий, 2006;
- Волк Шарман — «Красная шапочка» Ю. Щуцкого, режиссёр Ю. Щуцкий, 2006;
- Месье Табаро (бухгалтер) — «Голубой рай» М. Поли, режиссёр М.Полищук, 2007

## Фильмография
- 2007 «Война и мир» | War and Peace (Россия, Франция, Германия, Италия, Испания, Польша), дворецкий
- 1988 «Мера за меру» | Akis už akį (фильм-спектакль), Брат Фома
- 1970 «Риск», эпизод
- 1964 «Дочь Стратиона», партизан